# Xanəgah
Xanəgah – gmina (azer. bələdiyyə) i wieś (kənd) w zachodnim Azerbejdżanie, w Nachiczewańskiej Republice Autonomicznej, w rejonie Culfa, tworząca wiejski okręg terytorialny (kənd ərazi dairəsi) o tej samej nazwie. Jest jedyną wsią w gminie i w okręgu terytorialnym.
We wsi znajduje się Muzeum Historyczno-Kulturalne „Əlincəqala” (azer. „Əlincəqala” Tarix-Mədəniyyət Muzeyi). Obiekt został powołany na mocy dekretu Przewodniczącego Zgromadzenia Narodowego Nachiczewańskiej Republiki Autonomicznej Vasifa Talıbova z 11 lutego 2014 roku pn. „Əlincəqala” tarixi abidəsinin bərpa edilməsi haqqında” (w wolnym tłum. O odbudowie pomnika historii „Əlincəqala”). Oficjalne otwarcie odbyło się 17 czerwca 2016 roku. Muzeum zgromadziło około 250 eksponatów, w tym około 170 jest prezentowanych w głównej sali wystawowej. Wśród wystawionych przedmiotów znajdują się między innymi wyroby ceramicznej znalezione na terenie pobliskiej twierdzy „Əlincəqala”.
W klasyfikacji Azərbaycan Respublikası Dövlət Statistika Komitəsi (w wolnym tłum. „Państwowy Komitet Statystyczny Republiki Azerbejdżanu”) gminie nadano unikalny kod 10618007, a wsi 10618018.